# Черекьой
Черекьой (на гръцки: Καστανιές) е село в Западна Тракия, Гърция, дем Орестиада с 1251 жители (2001).

## География
Селото е разположено южно от река Арда в близост до гръцко-турската граница. В Черекьой има Граничен контролно-пропускателен пункт за Турция — Караагач.

## История
При избухването на Балканската война в 1912 година 1 човек от Чере кьой е доброволец в Македоно-одринското опълчение.

## Личности
Родени в Черекьой
- Димитър Георгиев, македоно-одрински опълченец, 4-та рота на 9-а велешка дружина[2]